# Promenade de l'Helvétie
La promenade de l'Helvétie ou jardin des sens est un jardin botanique situé le long du Doubs, dans l'avenue d'Helvétie, au bord du centre historique de Besançon (la Boucle) dans le Doubs en Bourgogne-Franche-Comté. Ce jardin est une promenade de type jardin des Cinq sens.

## Historique
À la fin des années 1980 le jardin est structuré en jardin des Cinq sens, avec de nombreux végétaux, arbustes et fleurs faisant appel aux cinq sens, marquées avec noms et explications en français, en latin et en braille.
Les cinq sens :
- Goût : fruits

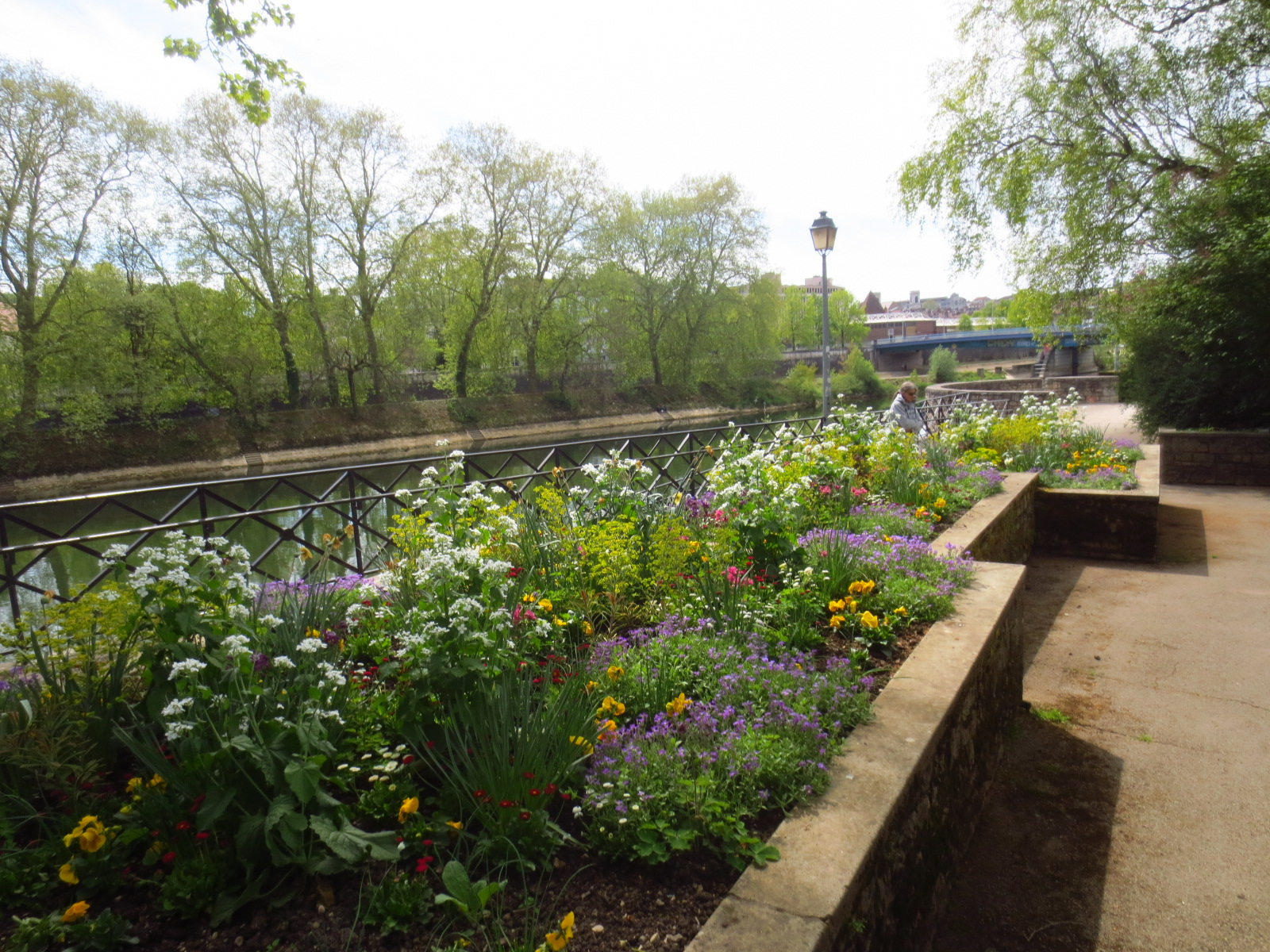
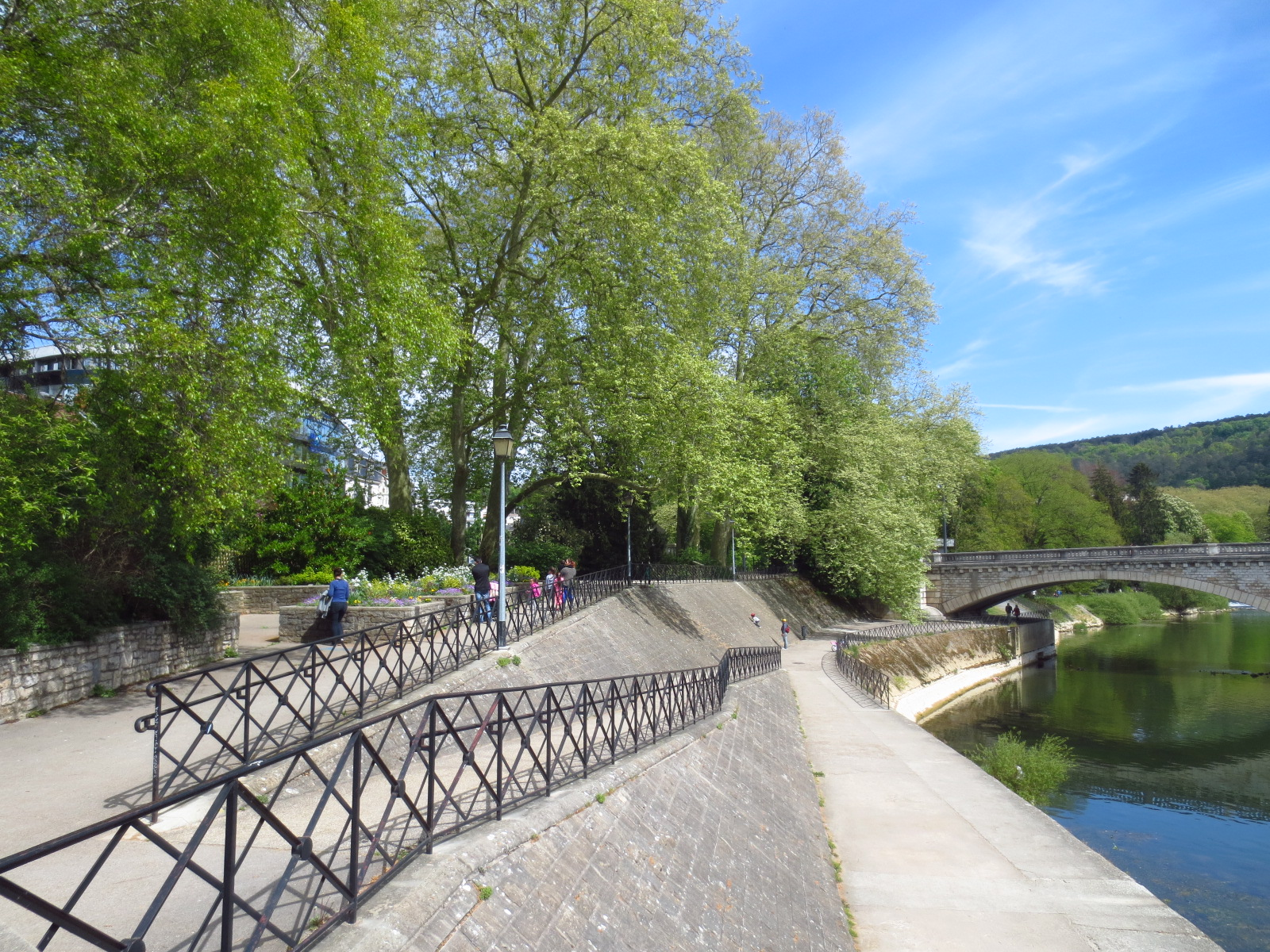
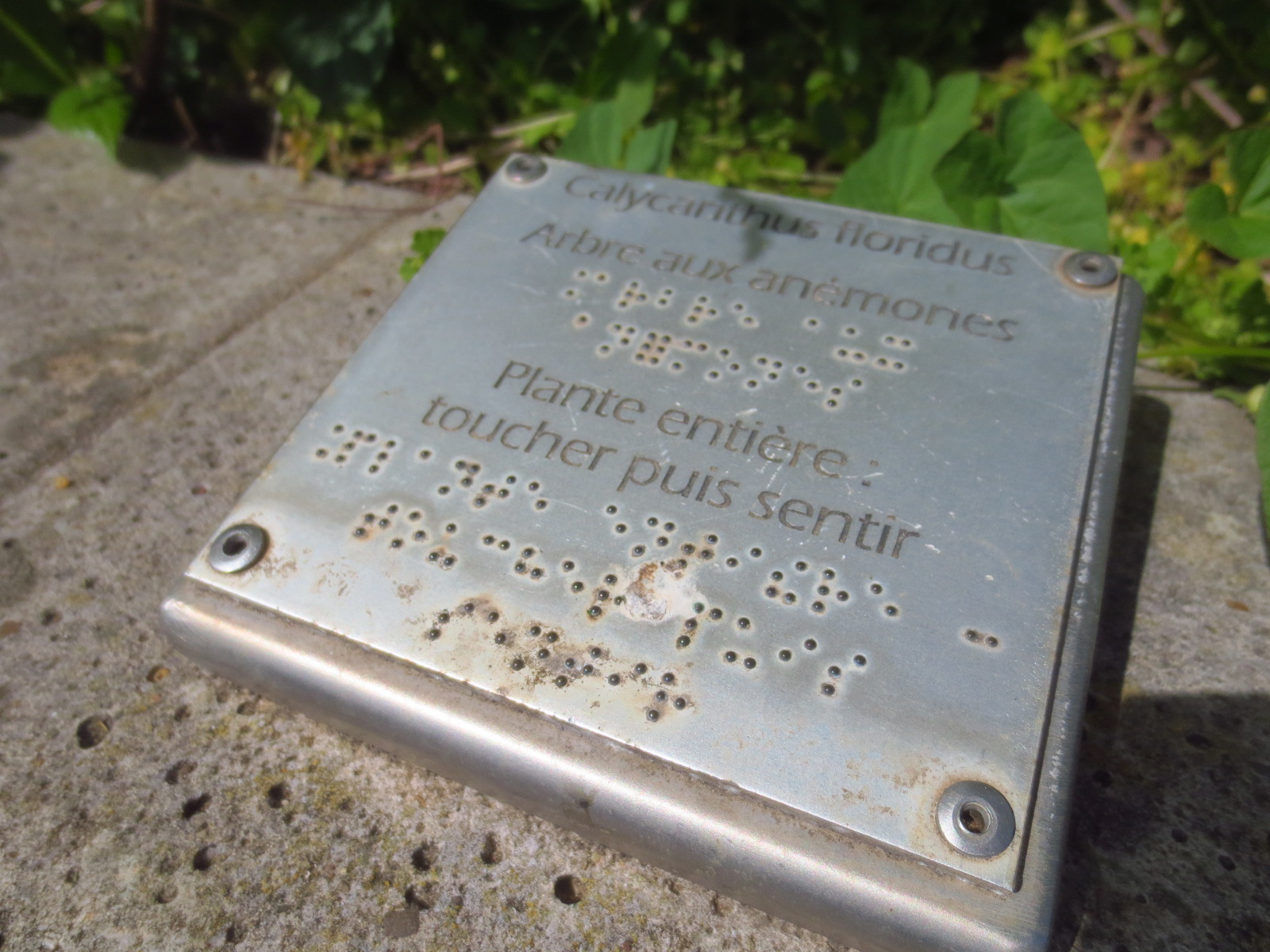

- Vue : massifs de fleurs multicolores
- Odorat : plantes et fleurs aromatiques
- Toucher : plantes râpeuses, rugueuses, velours ...
- Ouïe : bruissement du Doubs, du vent dans les arbres ou encore chant des oiseaux ...

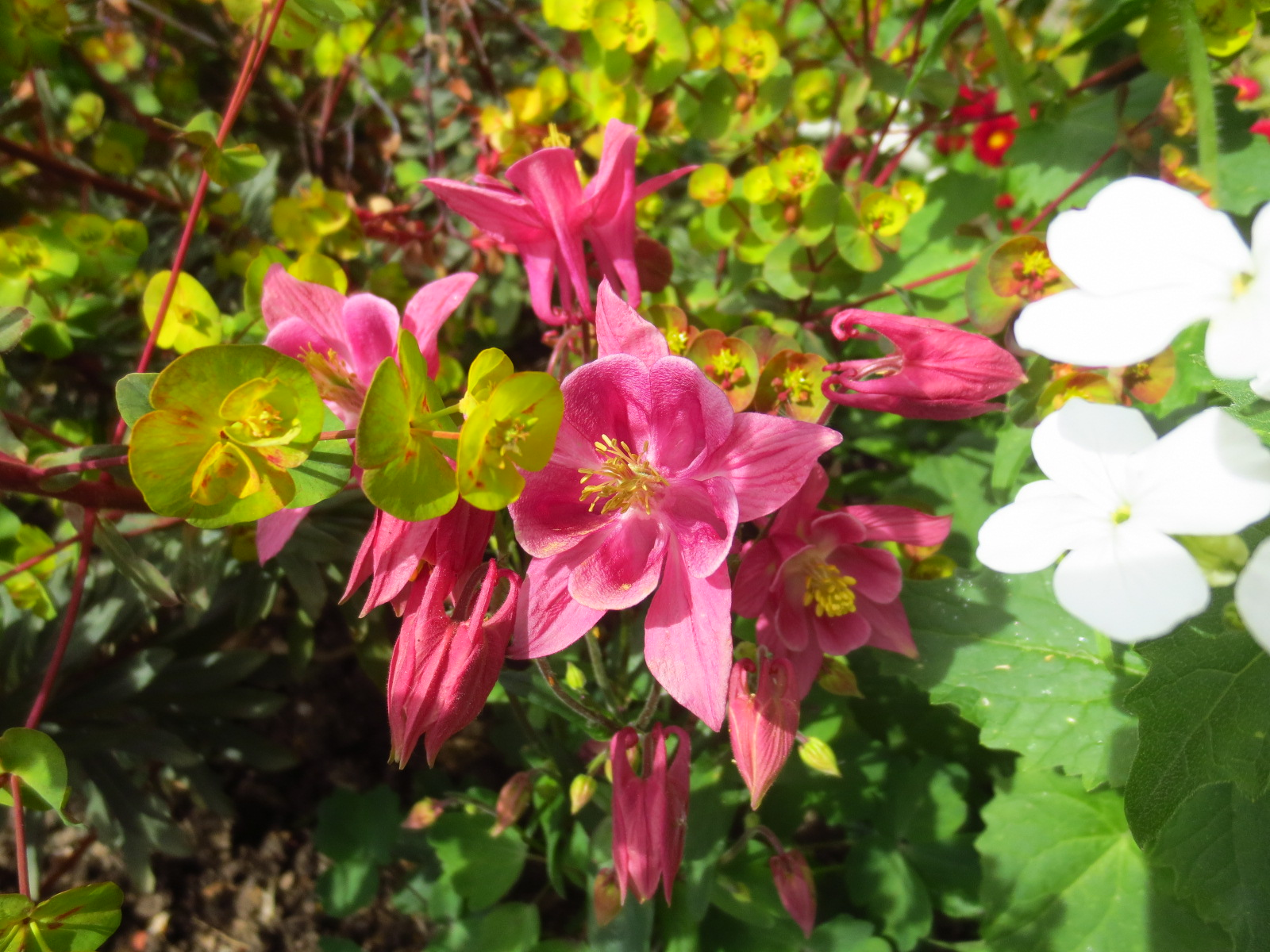
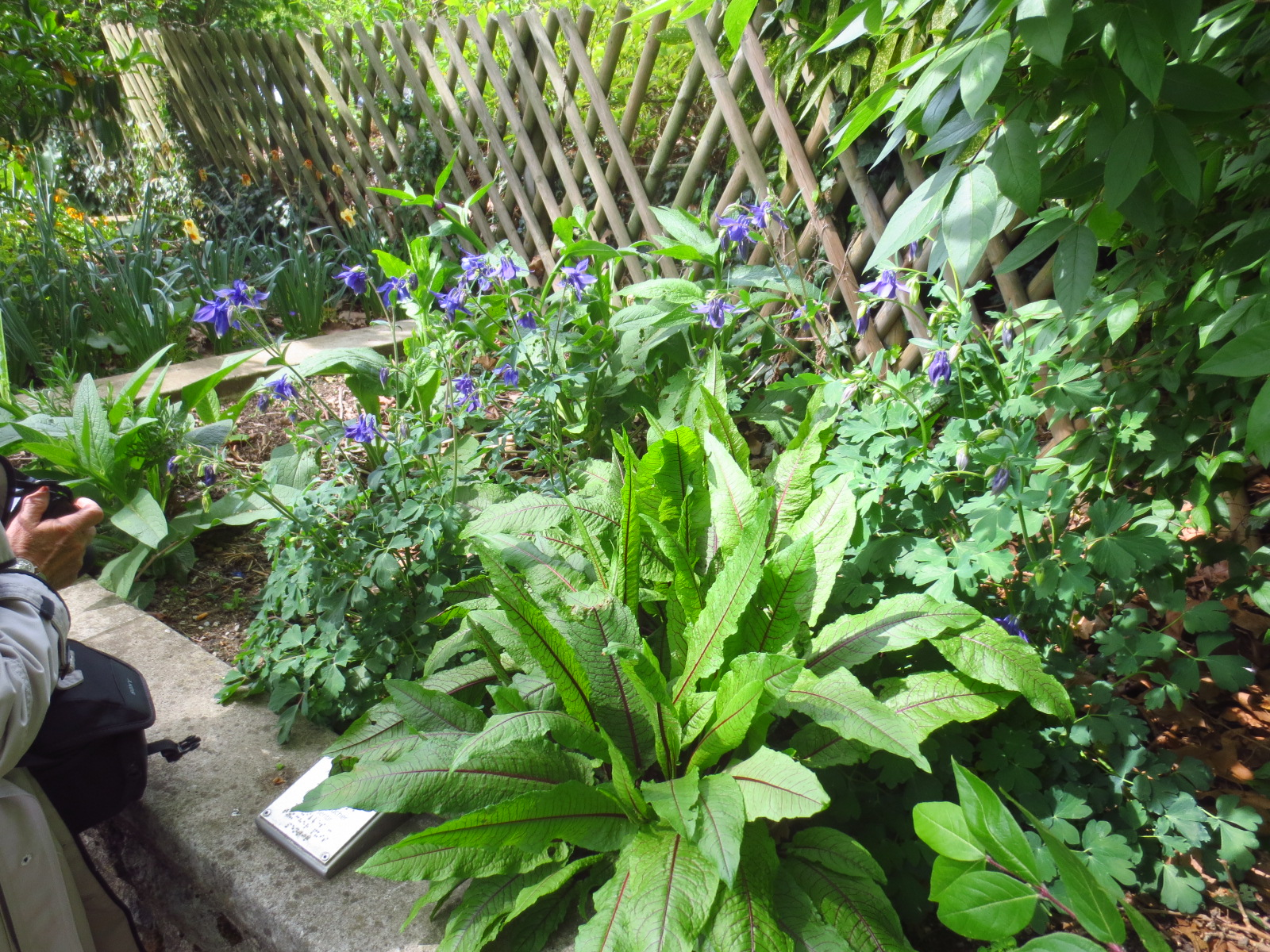
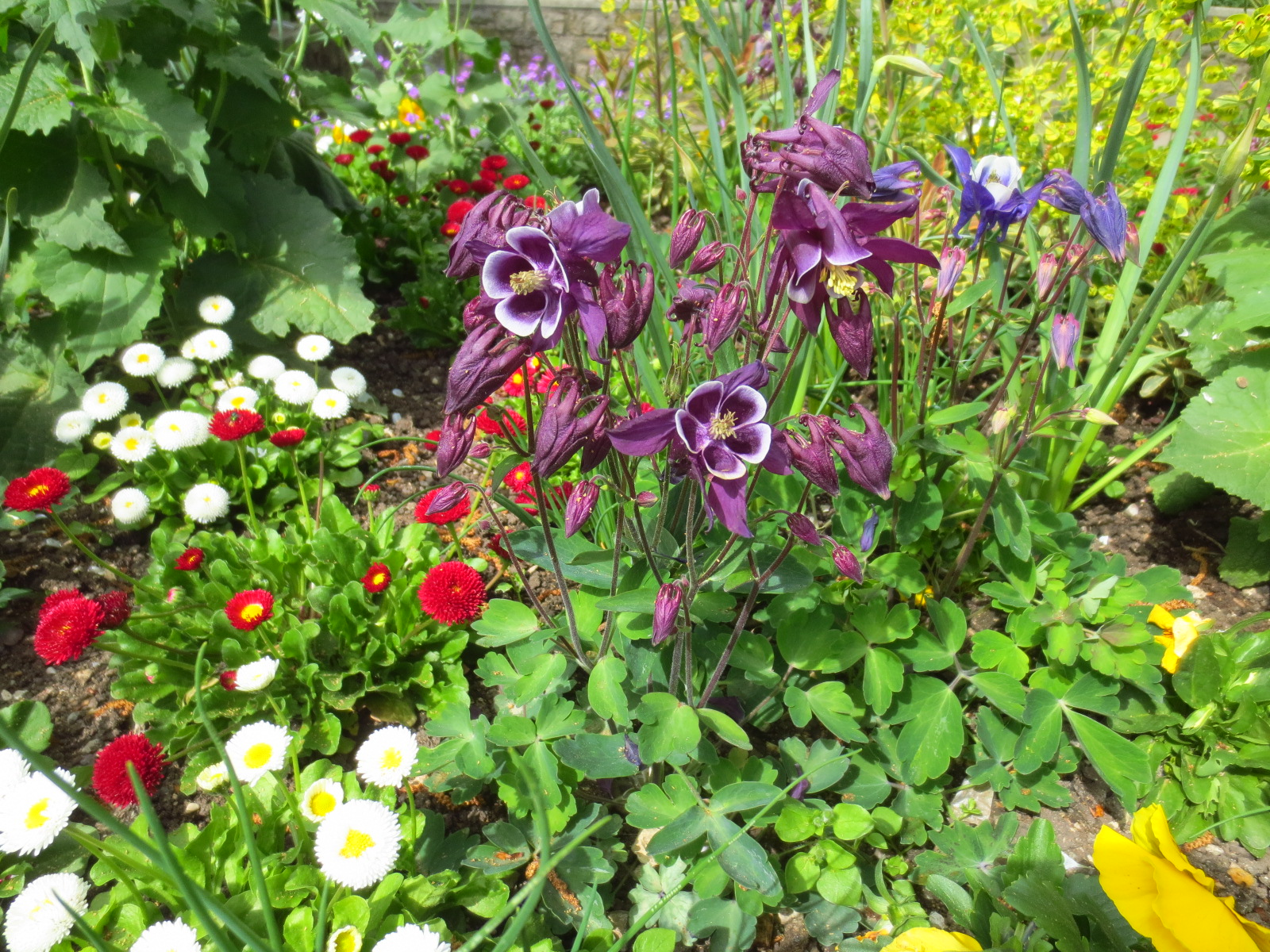
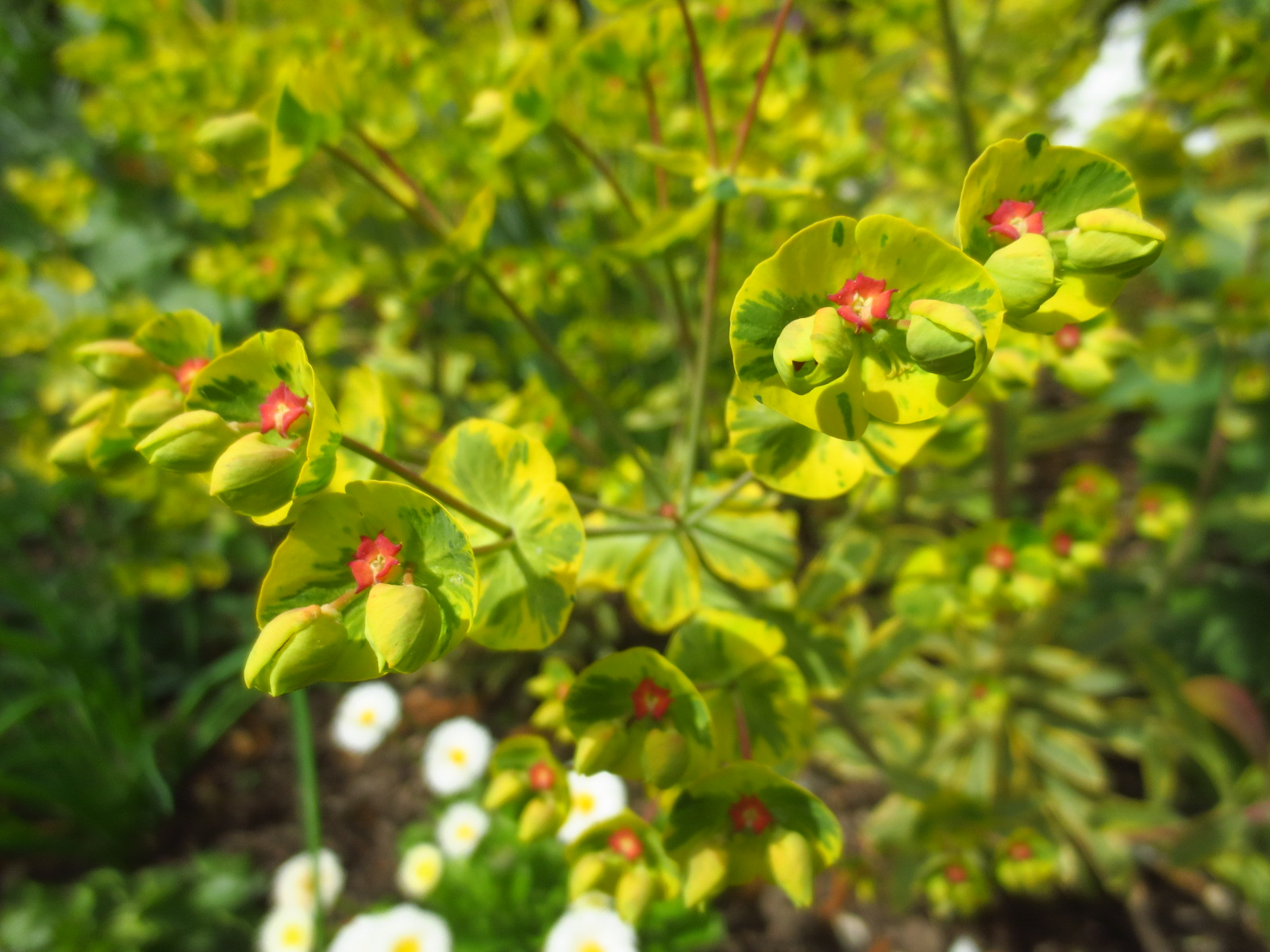

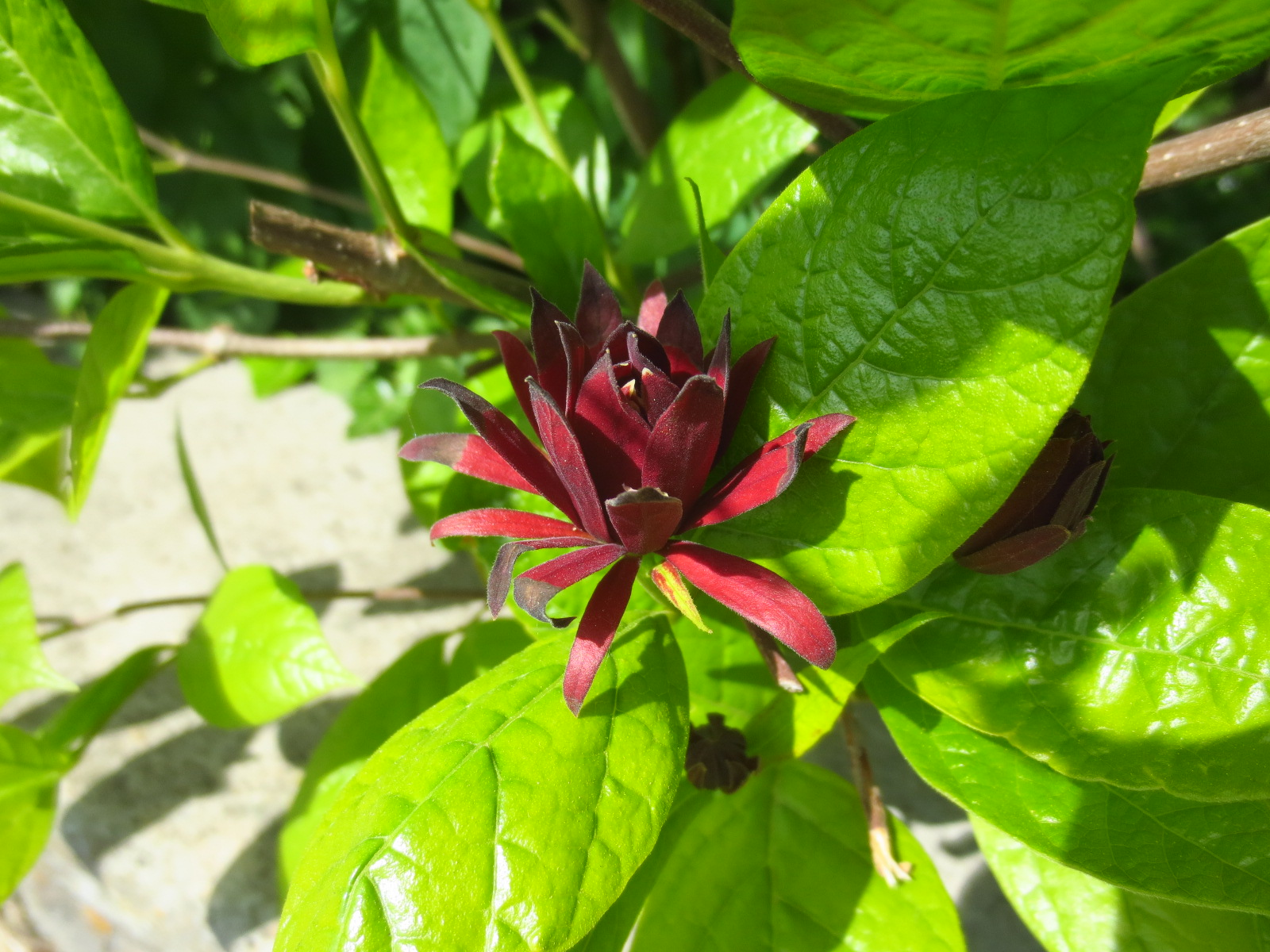
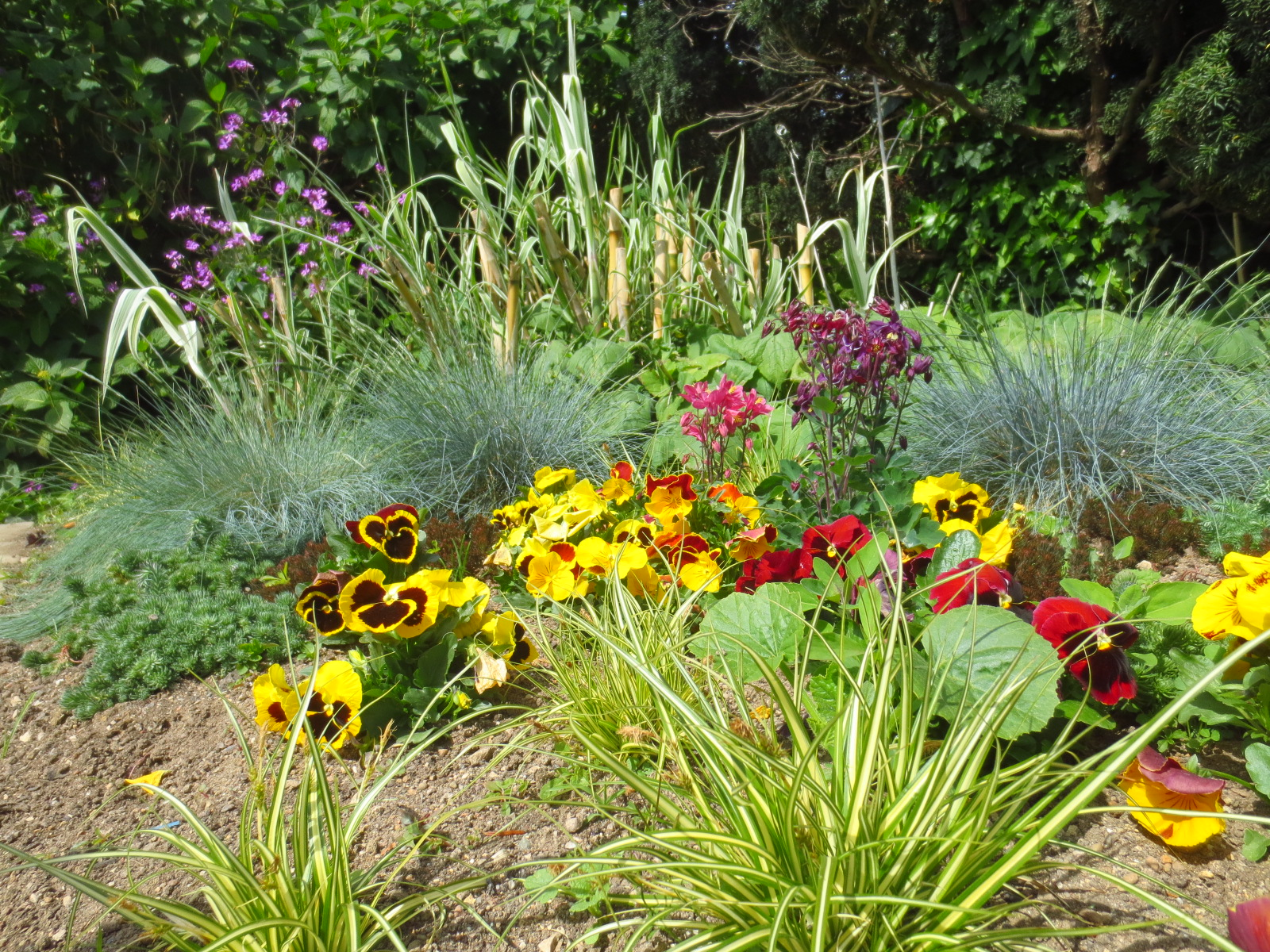
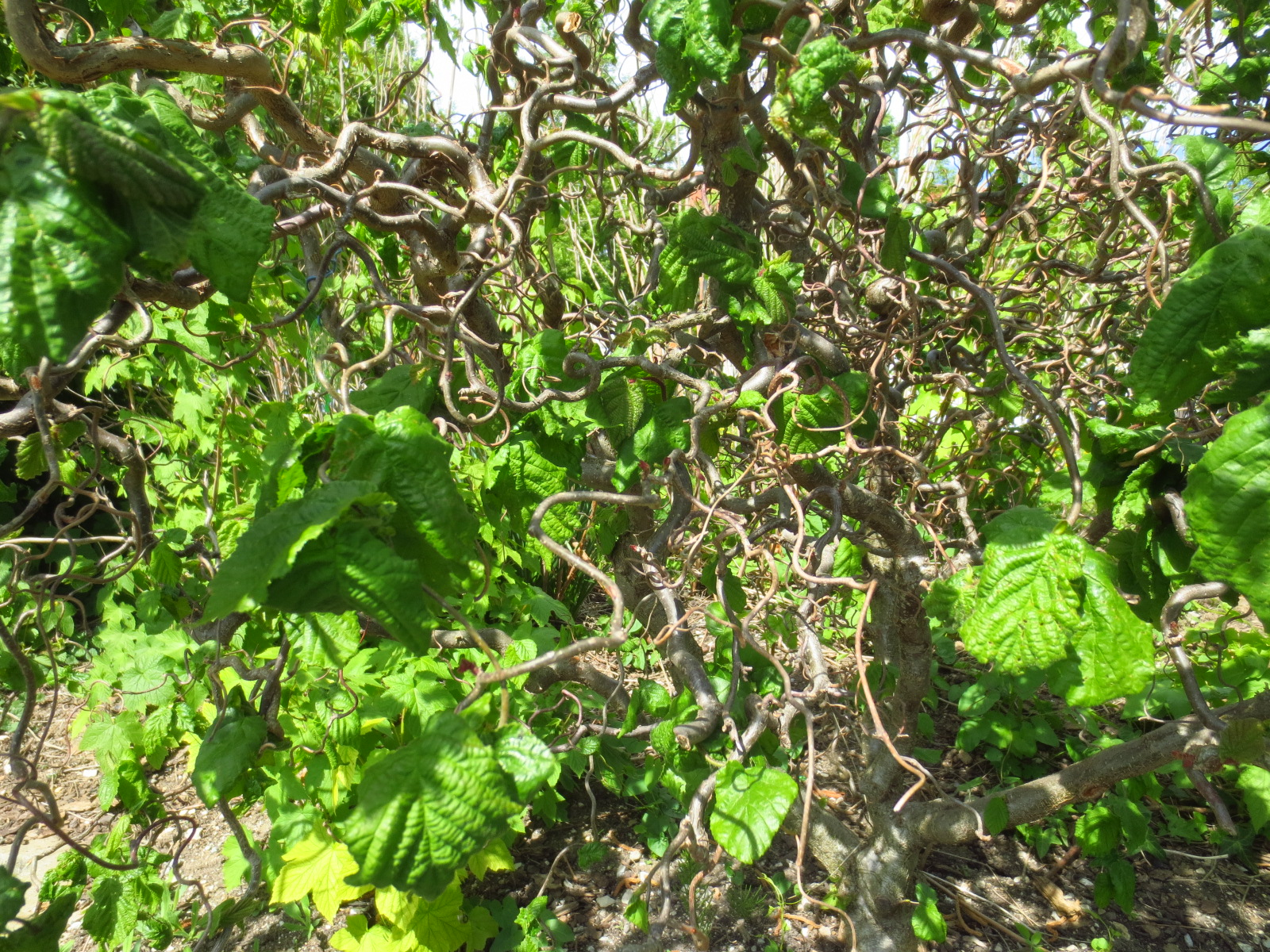
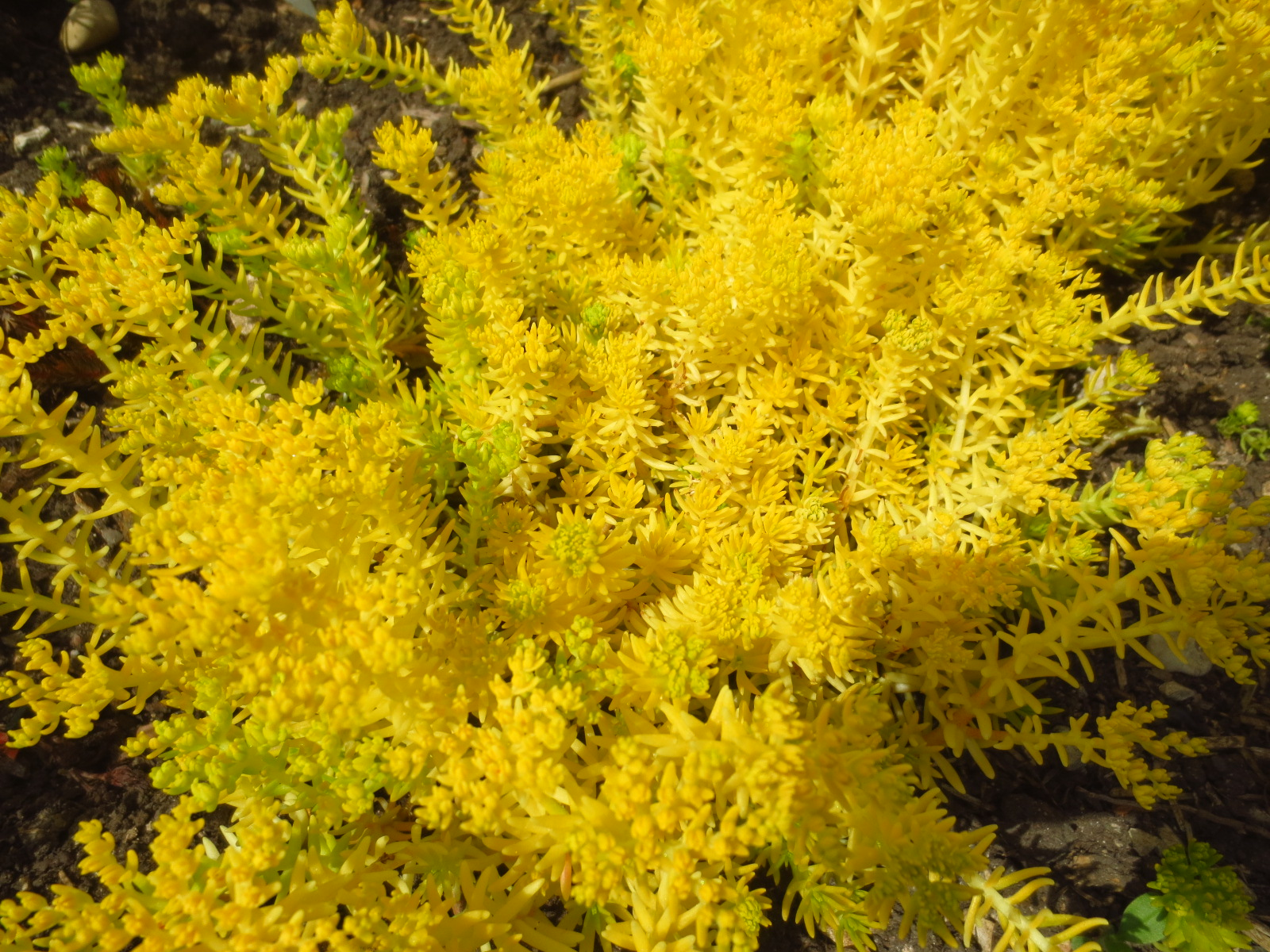

Le jardin est orné d'une statue du marquis Claude de Jouffroy d'Abbans, du sculpteur Jean Jegou. Il se prolonge sur le parc Micaud, avec entre les deux, une fontaine-bassin en hommage au comte Hilaire de Chardonnet.

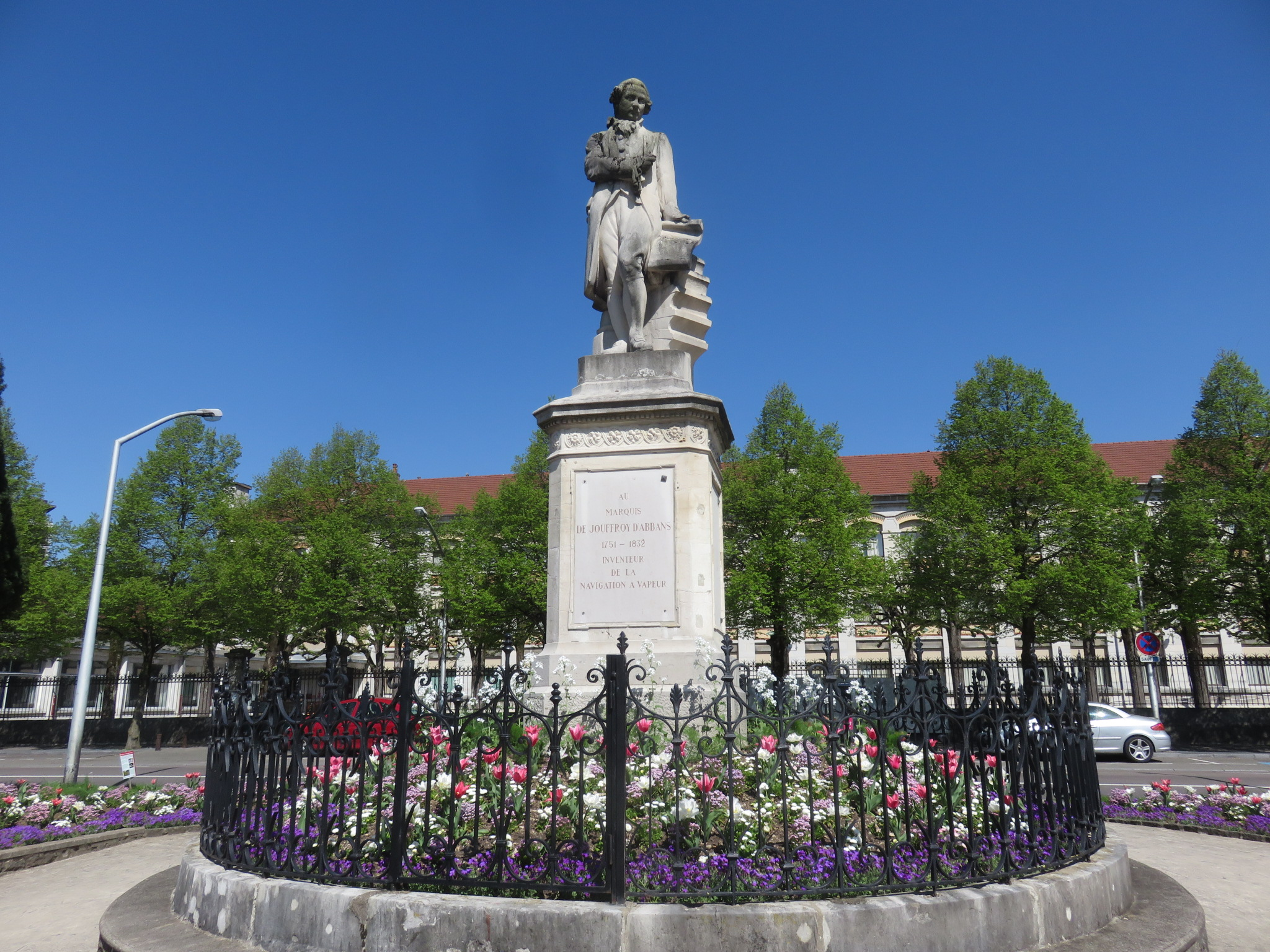
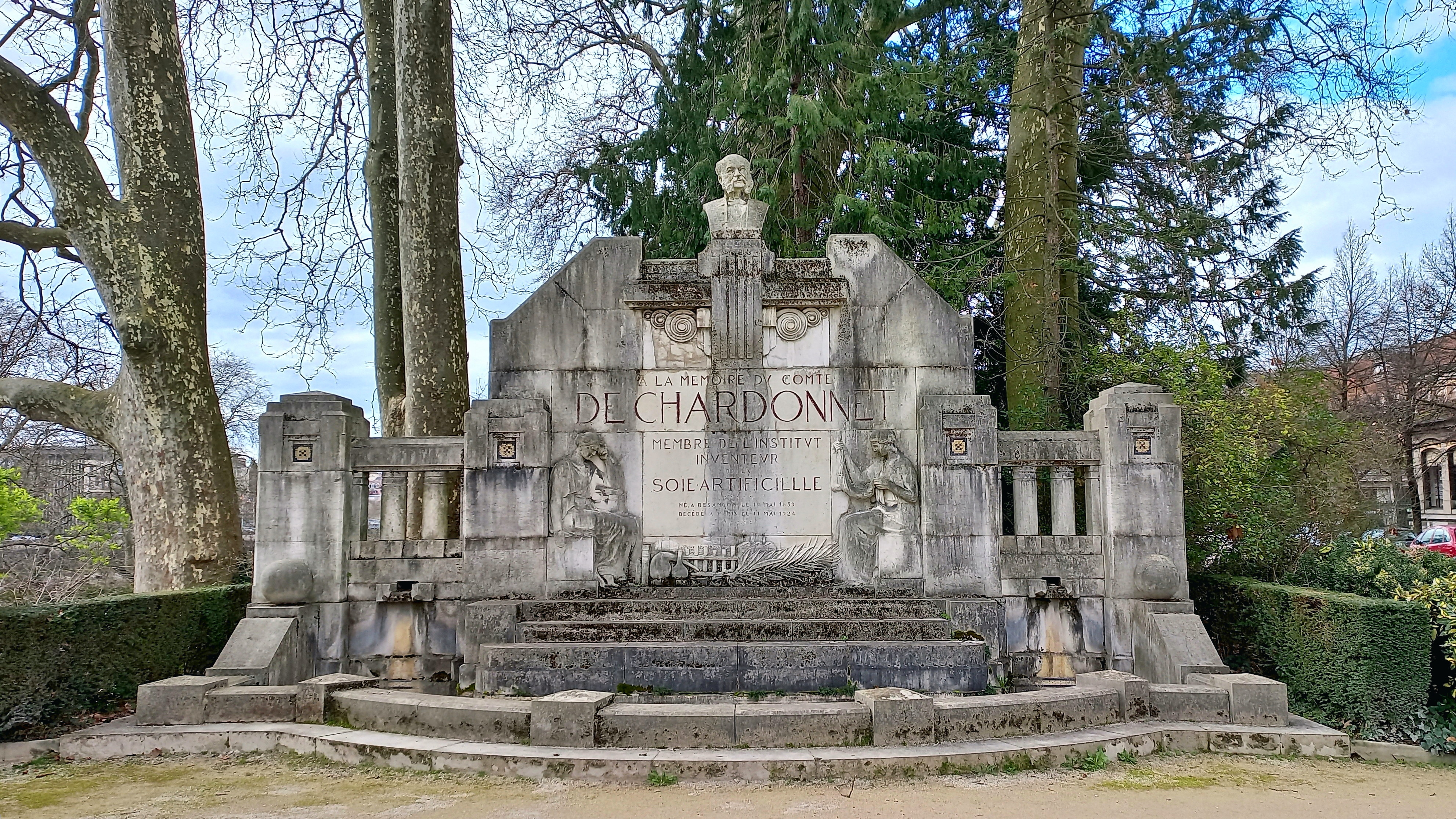